# Амут-пі'ел I
Амут-пі'ел I (*д/н — бл. 1795 до н. е.) — цар держави Катна.

## Життєпис
Походив з Аморейської династії Катни. Про попередників відсутні достеменні відомості. Посів трон десь у 1810-х роках до н. е. або ще раніше. Скористався подальшим послабленням Третього царства Ебли, розширивши кордони до Туніпа та на північний захід. Вступив у протистояння з державою Марі.
В суперництві стикнувся з амбіціями Самуепуха, царя нового створеної держави Ямхад. За цих обставин уклав військовий союз з Яхдун-Лімом, царем Марі. Успішні дії проти Ямхаду, насамперед захоплення важливого міста Туба з величезними скарбами та намір Марі просунутися до Середземного моря, незабаром розсварили союжзників, з яких кожен бажав панувати в регіоні. Внаслідок цього почалася війна між Катно., Ямхадом і Марі, яка послабила усі ці держави.
Помер напередодні або невдовзі після захоплення Марі царем Шамші-Ададом I. Амут-пі'елу I спадкував його син Ішхі-Адду, що уклав союз з шамші-Ададом.